# Манадзуру (Канаґава)

35°9′30″ пн. ш. 139°8′14″ сх. д. / 35.15833° пн. ш. 139.13722° сх. д.
Манадзу́ру (яп. 真鶴町, まなづるまち, МФА: [manad͡zuɾu mat͡ɕi̥]) — містечко в Японії, в повіті Асіґара-Сімо префектури Канаґава. Станом на 1 квітня 2009 площа містечка становила 7,02 км². Станом на 1 липня 2011 населення містечка становило 8101 осіб.